# Un segreto tra di noi
Un segreto tra di noi (Fireflies in the Garden) è un film del 2008, diretto dall'esordiente Dennis Lee, che racconta di una famiglia sconvolta da una tragedia inaspettata. Il film è stato presentato al Festival di Berlino 2008.
In Italia il film è uscito il 26 settembre 2008.

## Trama
Michael Taylor ha seguito le orme di suo padre Charles ed è diventato uno scrittore. Ma il rapporto padre-figlio non è mai stato buono poiché il padre si è sempre comportato da padrone sia con lui che con la madre Lisa, che è sempre rimasta al suo fianco senza essere felice. Al suo fianco vi è stata anche Jane, sorella di Lisa, che ha vissuto con loro mentre Lisa era incinta della seconda figlia, Ryne.
Completato il suo ultimo romanzo, "Fireflies in the Garden", che parla della storia della sua famiglia, non ha ancora deciso se pubblicarlo o meno poiché la sua pubblicazione rappresenterebbe per lui la vendetta umana e professionale nei confronti del padre.
Intanto Lisa riesce finalmente a laurearsi e la famiglia organizza una festa ma l'auto guidata frettolosamente da Charles con Lisa al sedile passeggero si schianta contro un albero nel tentativo di evitare Christopher, figlio di Jane, provocando la morte di Lisa e il ferimento di Charles che viene ricoverato in ospedale.
Mentre i familiari preparano il funerale, Michael cerca di consolare Christopher, sconvolto per aver assistito all'incidente, portando lui e la sua sorellina Leslie a pescare venendo tuttavia rimproverato da Jane con amore e da Charles con rabbia. Nell'occasione Michael ritrova anche Kelly, la ex moglie che lui aveva lasciato a causa del suo alcolismo. Tuttavia lei è ormai disintossicata e i due si riavvicinano.
Christopher però non riesce a riprendersi e scappa di casa. Michael lo ritrova in un campo e cerca di sostenerlo per il dolore che prova. Quando sembra essersi ripreso, Christopher insiste a tornare a casa da solo. Tuttavia non torna a casa e Michael, dopo essere stato rimproverato dalla zia Jane, lo ritrova sulla tomba di Lisa. Michael scopre anche che Lisa aveva una relazione con il suo professore Addison, con il quale aveva ritrovato il sorriso e programmava di lasciare il marito subito dopo la laurea. Michael però inizia ad elaborare il lutto e a capire quanto ferito sia il padre per ciò che ha fatto. Pur di non farlo soffrire ulteriormente, decide così di non pubblicare il suo romanzo.
Qualche giorno dopo, Michael e Kelly, ormai riconciliatisi, annunciano ai familiari di aspettare un bambino e di volerlo chiamare Max, nome a cui Lisa aveva inizialmente pensato quando rimase incinta di Ryne.

## Riconoscimenti
- 2010 - Young Artist Awards
  - Candidatura Miglior attore giovane non protagonista a Chase Ellison